# Skipass

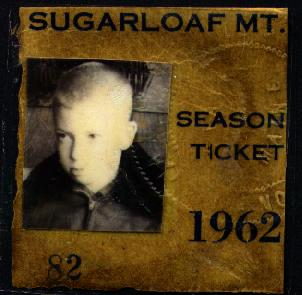
Sezonowy bilet na korzystanie ze wszystkich urządzeń w ośrodku narciarskim Sugarloaf w Stanach Zjednoczonych w 1962 roku

Skipass (j. ang: ski – narty i pass – przepustka) – nazwa karty identyfikacyjnej narciarza i jednocześnie karnetu umożliwiającego korzystanie z urządzeń w ośrodku narciarskim lub wielu ośrodkach narciarskich, m.in. z wielu wyciągów narciarskich, busów dowożących do wyciągów i wyposażenia rekreacyjnego (après-ski). 

## Historia
Skipassy wyewoluowały z okresowych biletów na korzystanie z wyciągu lub wielu wyciagów ośrodka narciarskiego. Często były imienne, z wklejonym zdjęciem i sprawdzane były ręcznie. Pierwsze skipassy obejmujące wiele ośrodków pojawiły się w Europie w latach 80. XX wieku.

## Współczesna postać
Współczesny skipass ma przeważnie postać karty elektronicznej albo magnetycznej, z podanym okresem jej ważności, numerem identyfikacyjnym karty oraz czasem wydrukowanymi podstawowymi danymi narciarza oraz jego zdjęciem. Może zawierać również jego datę urodzenia, numer telefonu i adres. Popularnym okresem ważności europejskich skipassów jest 6 dni (niedziela–piątek).

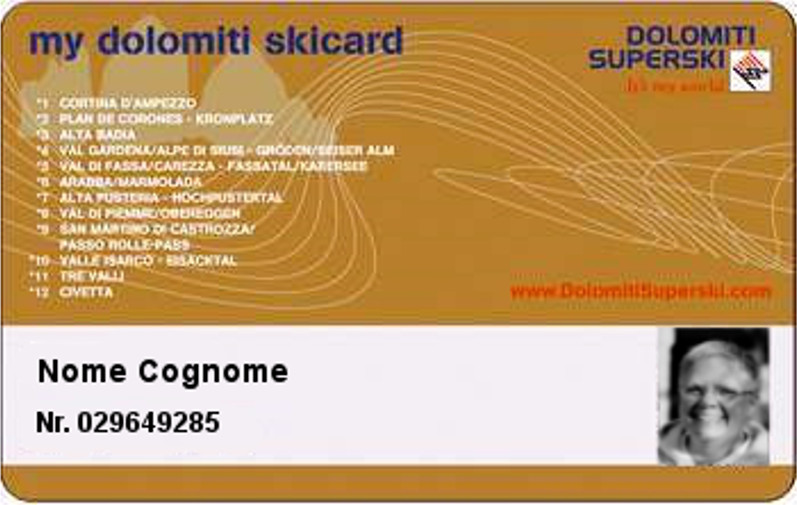
Skipass z ośrodka Dolomiti Superski, 2014

Posiadanie ważnej karty pozwala na korzystanie z wielu urządzeń w jednym lub wielu ośrodkach narciarskich, które podjęły współpracę w tym zakresie. Karty mogą być wykorzystywane m.in. do:
1. korzystania z wyciągów; posiadanie karty sprawdzane jest obecnie często przez urządzenie zbliżeniowe (np. RFID). Niektóre skipassy mogą być ważne tylko na niektóre wyciągi
2. korzystania z busów dowożących do wyciągów, urządzeń rekreacyjnych (wraz ze zniżkami na niektóre usługi lub wstępy), itp.
3. korzystania z pomocy służb ratunkowych
4. rejestrowania aktywności narciarza: każde przejście przez bramkę rejestrującą jest zapamiętywane i może być potem odtworzone na np. stronie internetowej ośrodka, wraz z innymi danymi, dzięki czemu narciarz może odtworzyć przebieg dnia, wykonać statystyki, itp.

Wraz z zakupem skipassu często jest oferowane atrakcyjne ubezpieczenie narciarskie. Skipass może zostać narciarzowi odebrany w konsekwencji poważnego naruszenia zasad obowiązujących w danym ośrodku narciarskim. 
Współcześnie pojawiają się skipassy w postaci aplikacji ładowanych do smartfonów lub specjalnego typu zegarków. Jednym z najbardziej znanych skipassów jest Dolomiti Superskipass, umożliwiający korzystanie z 1200 km tras narciarskich, 450 wyciągów w 12 ośrodkach narciarskich we włoskich Dolomitach.

## Skipassy w Polsce
Namiastki skipassów rozwijają się w Polsce. Umożliwiają one korzystanie z wielu wyciągów/ośrodków w danym regionie, jednak nie mają jeszcze pozostałych funkcjonalności dostępnych w skipassach alpejskich.
W sezonie 2014/2015 w Polsce dostępne są m.in. następujące karnety:
- BeskidCard – 8 ośrodków narciarskich z 19 wyciągami i 23 trasami zjazdowymi o łącznej długości ok. 20 km: Stacja Narciarska Śnieżnica w Kasinie Wielkiej, Centrum Narciarskie Azoty w Krynicy, Stacja Narciarska Limanowa-Ski, Kokuszka w Piwnicznej-Zdroju, PodstoliceSKI w Podstolicach, Ośrodek Narciarsko-Rekreacyjny Ryterski Raj w Rytrze, Kompleks Beskid w Spytkowicach oraz Arena Narciarska Jaworki-Homole[4]
- SkiKarta – 3 ośrodki: Ostoja Górska Koninki w Porębie Wielkiej, Stacja Narciarska Zarabie Sport w Myślenicach i ośrodek w Lubomierzu
- SudetySki – 3 ośrodki: Winterpol w Karpaczu i Zieleńcu oraz Czarna Góra
- TatrySki – 7 ośrodków Podhala: Ośrodek Narciarski Kotelnica Białczańska w Białce Tatrzańskiej, Wyciągi Narciarskie Bania w Białce Tatrzańskiej, Stacja Narciarska Kaniówka w Białce Tatrzańskiej, Stacja Narciarska Jurgów, Ośrodek Narciarski Czorsztyn-Ski w Kluszkowcach, Stacja Narciarska Grapa-Litwinka w Czarnej Górze i Ośrodek Narciarski Koziniec w Czarnej Górze[5]
- Wiślański Skipass – 11 ośrodków w Wiśle i Ustroniu: Beskid, Cieńków, Klepki, Nowa Osada, Rowienki, Stożek, Kolej Linowa Czantoria w Ustroniu, Kolej Linowa Palenica w Ustroniu, Stacja Narciarska „Mała Palenica”, Ośrodek Poniwiec Mała Czantoria w Ustroniu, Sarajewo, Stok Siglany[6]
- Zieleniec – wszystkie wyciągi w Stacji Narciarskiej Zieleniec (6 operatorów).
- E-Skipass.pl – karnet narciarski sprzedawany online. Obejmuje 88 karnetów (stan na 21 grudnia 2014) do kilkudziesięciu ośrodków w Polsce. Karnety są zakodowywane na karty dostępu przesyłane do użytkownika pocztą kurierską; karnet aktywowany jest bezpośrednio przy przejściu przez bramkę na stoku[7].